# Landdagverkiezingen in Karinthië 2009
De negentiende landdagverkiezingen in de deelstaat Karinthië van 2009 vonden op 1 maart van dat jaar plaats. Die Freiheitlichen in Kärnten/Bündnis Zukunft Österreich, een lijstverbinding van uiterst rechtse partijen, won de verkiezingen met 45% van de stemmen. Tot voor kort maakten Die Freiheitlichen deel uit van de federale Freiheitliche Partei Österreichs (FPÖ), maar hadden zich losgemaakt van deze partij en zich aangesloten bij de BZÖ. De FPÖ besloot daarop met een eigen lijst in Kartinthië te komen. De FPÖ behaalde echter geen zetels in de landdag. Groot verlies was er voor de Sozialdemokratische Partei Österreichs (SPÖ), die er bijna 10% op achter uit ging. 
| Partij | Partij                                                             | Percentage | Zetels | Verschil |
| --- | ------------------------------------------------------------------ | ---------- | ------ | -------- |
| | Die Freiheitlichen in Kärnten/Bündnis Zukunft Österreich (FKP/BZÖ) | 44,89%     | 17     | NIEUW1   |
| | Sozialdemokratische Partei Österreichs (SPÖ)                       | 28,74%     | 11     | 3        |
| | Österreichische Volkspartei (ÖVP)                                  | 16,83%     | 6      | 2        |
| | Die Grünen - Die Grüne Alternative (GRÜNE)                         | 5,15%      | 2      | Stabiel  |
| | Freiheitliche Partei Österreichs (FPÖ)                             | 3,76%      | 0      | NIEUW    |
| | Overige partijen                                                   | 0,63%      | 0      | —        |
| |                                                                    |            | 36     |          |
| 1 Deed in 2004 mee aan de verkiezingen als Die Freiheitlichen in Kärnten (FKP) en kreeg toen 42% van de stemmen. |                                                                    |            |        |          |